# Кампанья, Давид
Давид Кампанья Пикер (исп. David Campaña Piquer; род. 23 марта 1974, Малага, Андалусия) — испанский футбольный тренер.

## Биография
Работал в системах «Барселоны» и «Атлетико». В Испании возглавлял тренерскую организацию, занимавшуюся обменом кадров с другими странами. Работал с командами низших испанских дивизионов, был помощником Хосе-Луиса Монтеса в «Марбелье». С мая по ноябрь 2017 года возглавлял литовский «Утенис». Затем Кампанья вернулся на родину и работал с «Алькалой», выступавшей в региональной лиге Андалусии.
В июне 2019 года испанец был назначен на пост главного тренера армянской команды Премьер-лиги «Лори». 22 июля 2020 года испанец возглавил чемпиона страны «Арарат-Армению». В начале марта следующего года покинул клуб, который при нём занимал четвёртое место в таблице.